# آغبلاغ سفلی (ورزقان)
آغبلاغ سفلی یکی از روستاهای استان آذربایجان شرقی است که در دهستان ازومدل شمالی بخش مرکزی شهرستان ورزقان واقع شده است. این روستا بیش از۶۴۳خانوار وقریب۲۴۵۰نفر جمعیت دارد.
بزرگ‌ترین روستا ی ورزقان است
محمدقلی خان آغبلاغی سومین سپهدار آذربایجان بعد از ستارخان و باقرخان در لشکرکشی به تهران در دورهٔ مشروطه اهل این روستا بوده است. از مناظر طبیعی آن می‌توان به آغ‌اوغلان، حسار، دات‌چشمه، آغ‌دییرمان، قوروخچوقیه، عسگر آغاجلیغی، میان‌دره و سد آغبلاغ اشاره کرد. کوه‌های اطراف آن شامل زکی‌داغی، قلعه‌جوق، سیدی‌داغی، قیه و میاندره‌داغی است.
سد آقبلاغ سفلی به منظور تأمین آب کشاورزی وافزایش سطح زیر کشت و حوضه آب خیز داری در دولت نهم مورد مطالعه واجرا قرار گرفت اما باتوجه به خشکسالی‌های اخیر تا به حال به سطح تراز مطلوب نرسیده است وهنوز کانال آبدهی پایاب اجرا نگردیده است.
از آثار تاریخی ثبت شده روستا می‌توان به دو تپه منسوب به این روستا با نام‌های غیر محلی الف و ب اشاره کرد که به دوران اشکانیان مربوط می‌گردد.
آقبلاغ سفلی دارای سالن ورزشی است